# Schrotschusskrankheit

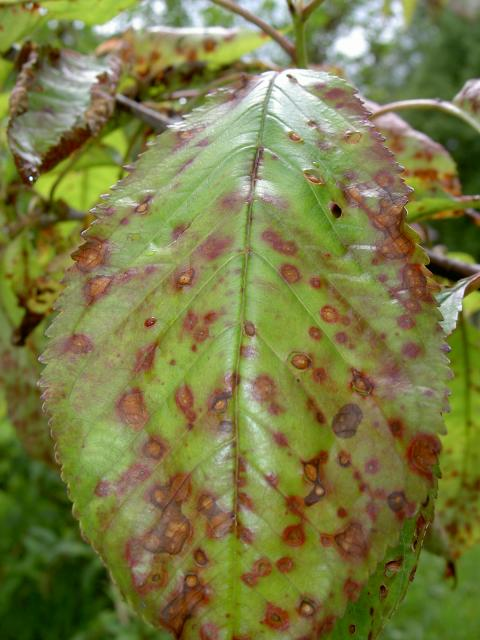
Blatt eines von Schrotschusskrankheit befallenen Kirschbaums

Die Schrotschusskrankheit (englisch shothole disease) ist eine von dem Pilz Wilsonomyces carpophilus (=Stigmina carpophila (Lev.) M. B. Ellis (= Clasterosporium carpophilum)) verursachte Pflanzenkrankheit.

## Beschreibung
Die Krankheit zeigt sich zuerst durch aufgehellte Punkte an jungen Blättern verschiedener Steinobstarten, die sich nach wenigen Tagen rötlichbraun verfärben. Die Pflanze startet eine Abwehrreaktion, bei der der Pilz ausgegrenzt wird. Dadurch brechen nach etwa zwei Wochen die nekrotischen Gewebeteile innerhalb der Flecken aus und hinterlassen 1–10 mm große, rot umrandete Löcher. Das Laub wirkt vor allem bei stärkerem Befall wie von Schrotkugeln durchlöchert, daher der Name. Es vergilbt und fällt vorzeitig ab.
An den Früchten bilden sich schwärzliche, eingesunkene Punkte oder Flecken mit rotem Rand. Diese Früchte verkrüppeln, reißen auf, vertrocknen bzw. verfaulen und werden abgestoßen.
Die Krankheit befällt vor allem Zwetschgen, Pflaumen und Kirschen, aber auch andere Steinobstarten (Mirabelle, Pfirsich, Kirschlorbeer, Zierkirsche, Mandel). Verschiedene Kirschsorten sind unterschiedlich anfällig. Nach der Fachhochschule Weihenstephan sind folgende Sorten gering anfällig:
- ‚Abels Späte‘
- ‚Königskirsche Typ Gatterstedt‘
- ‚Büttners Rote Knorpel‘
- ‚Hausmüller Mitteldicke‘

Es treten auch Schäden an Trieben auf, vor allem beim Pfirsich. Die Triebe bekommen dann ebenfalls braune, rot umrandete Flecken von runder bis länglicher Form, an denen meist Gummi austritt. Werden dünne Triebe von den Flecken umfasst, sterben sie ab. An dickeren Trieben bilden sich durch Abwehrreaktionen des Baumes krebsartige Gallen.
Der Krankheitserreger ist bisher nur in seiner asexuellen Form bekannt. Er überwintert auf der Rinde, an Triebbefallsstellen und Fruchtmumien mit einem Spross-Myzel und gegen Austrocknung und tiefe Temperaturen sehr widerstandsfähigen Konidien.
Bei feuchtkühler, niederschlagsreicher Frühjahrswitterung vermehrt er sich explosionsartig. In niederschlagsarmen Gebieten gibt es daher wenig Befall. Gegenden mit häufiger und intensiver Nebelbildung, die zur Tauabscheidung führt, sind besonders gefährdet (Höhenlagen der Mittelgebirge). Die Konidien werden durch Regentropfen verbreitet. Der Pilz dringt direkt durch die Epidermis oder durch Spaltöffnungen in das Gewebe ein. Da die an den Infektionsstellen neu gebildeten Sporen bei Regenfällen abgeschwemmt werden, sind häufig die untersten Blätter am stärksten betroffen.
Älteres Laub (ab Juli) wird kaum noch infiziert, weil es zu widerstandsfähig geworden ist und die Temperaturen zu dieser Jahreszeit für den Pilz nicht mehr ideal sind. Dafür setzt zu dieser Zeit die Infektion junger Triebe ein, die bis in den Herbst fortdauert. Der Pilz dringt vor allem über die Ansatzstellen der abgefallenen Blätter ein.
Unmittelbar nach dem Blattfall sind wiederum bei feuchter Witterung Spätinfektionen möglich. Bevorzugte Eintrittspforten sind die noch nicht verkorkten Blattansatzstellen, die sich unmittelbar unter den für das nächste Jahr ausgebildeten Knospen befinden. Von dort aus dringt der Pilz unter Zerstörung der „Augen“ und des umgebenden Rindengewebes in den Trieb ein.
Massives Auftreten der Schrotschusskrankheit führt zu vorzeitigem Blattfall, Triebsterben, Gummifluss und Ernteausfall.

## Maßnahmen im integrierten Pflanzenbau
Empfohlen werden ein bis vier Fungizid-Spritzungen in Befallslagen, vor allem bei massivem Vorjahresbefall. Bei anhaltend feuchter Witterung im Frühjahr erfolgt die erste Behandlung beim Austrieb, weitere im Abstand von zehn bis vierzehn Tagen. Wichtig ist, dass die Behandlung während der Blattentwicklung erfolgt. Zum Laubfall wird außerdem eine Behandlung mit einem Kupferpräparat empfohlen. Maßnahmen mit Kupfer vor der Blüte haben nur befallsmindernde Wirkung.
Befallenes Laub und Fruchtmumien sollten entfernt werden, um den Befallsdruck zu mindern. Stark befallene Bäume werden zurückgeschnitten. Dies bewirkt neben dem Mindern des Befallsdrucks auch ein schnelleres Trocknen der Krone nach Niederschlägen. Befallene Triebe werden vor allem bei Pfirsichbäumen entfernt. Zur Verhinderung von Spätinfektionen an den Trieben sollten Pfirsichbäume unmittelbar vor dem Laubfall mit Kupferpräparaten oder den schon im Sommer verwendeten synthetischen Fungiziden gespritzt werden.
Eine abgestimmte Düngung, insbesondere eine zurückhaltende Stickstoffdüngung, hemmt den Befallsdruck ebenfalls etwas.

## Maßnahmen im biologischen Landbau
Das Forschungsinstitut für biologischen Landbau FIBL empfiehlt gegen die Schrotschusskrankheit Tonerdepräparate und Netzschwefel oder Kupfer. Eine weitere empfohlene vorbeugende Maßnahme ist das Mulchen der Baumscheibe und das Bepflanzen mit Knoblauch oder Zwiebeln.

## Krankheiten mit ähnlichen Symptomen
- Bakterienbrand Pseudomonas morsprunorum
- Pflaumenschrotschusskrankheit Phoma prunorum
- Sieblöcherigkeit der Pflaume Sphaceloma pruni

Die beiden letzteren haben jedoch geringe Bedeutung und werden bei der Bekämpfung der Schrotschusskrankheit mit erfasst.